# Elecciones municipales de Arequipa de 1995
Las elecciones municipales de Arequipa de 1995 se llevaron a cabo el 12 de noviembre de 1995 para elegir al alcalde y al Concejo Provincial de Arequipa para el periodo 1996-1998. La elección se celebró simultáneamente con elecciones municipales en todo el país.

## Sistema electoral
La Municipalidad Provincial de Arequipa es el órgano administrativo y de gobierno de la provincia de Arequipa. Está compuesta por el alcalde y el Concejo Provincial.
La votación del alcalde y el concejo se realiza en base al sufragio universal, que comprende a todos los ciudadanos nacionales mayores de dieciocho años, empadronados y residentes en la provincia de Arequipa y en pleno goce de sus derechos políticos, así como a los ciudadanos no nacionales residentes y empadronados en la provincia de Arequipa.
El Concejo Provincial de Arequipa está compuesto por 19 regidores elegidos por sufragio directo para un período de tres (3) años, en forma conjunta con la elección del alcalde (quien lo preside). La votación es por lista cerrada y bloqueada. Se asigna a la lista ganadora los escaños según el método d'Hondt o la mitad más uno, lo que más le favorezca.

## Composición del Concejo Provincial de Arequipa
La siguiente tabla muestra la composición del Concejo Provincial de Arequipa antes de las elecciones.
| Partidos | Partidos                                     | Regidores |
| -------- | -------------------------------------------- | --------- |
|          | Lista Independiente Frente de Unidad Vecinal | 11        |
|          | Frente Nacional de Trabajadores y Campesinos | 8         |

## Partidos y candidatos
A continuación se muestra una lista de los principales partidos y alianzas electorales que participaron en las elecciones:
| Candidatura | Candidatura | Partidos y alianzas                                 | Candidatos | Candidatos                | Ideología                                | Resultado previo | Resultado previo | Ref. |
| Candidatura | Candidatura | Partidos y alianzas                                 | Candidatos | Candidatos                | Ideología                                | Votos (%)        | Reg.             | Ref. |
| ----------- | ----------- | --------------------------------------------------- | ---------- | ------------------------- | ---------------------------------------- | ---------------- | ---------------- | ---- |
|             | AP          | Lista - Acción Popular (AP)                         |            | Enrique Olazábal Bracesco | Humanismo Nacionalismo cívico Reformismo | 4.18%            | 0                |      |
|             | IND         | Lista - Lista Independiente N° 5 FREDEMAX           |            | Máximo Paredes Cárdenas   | Localismo arequipeño                     | Nuevo            | Nuevo            |      |
|             | IND         | Lista - Lista Independiente N° 9 FRENATRACA         |            | Roger Cáceres Pérez       | Localismo arequipeño                     | Nuevo            | Nuevo            |      |
|             | IND         | Lista - Lista Independiente N° 13 de la Universidad |            | Mamerto Cornejo Cuervo    | Localismo arequipeño                     | Nuevo            | Nuevo            |      |

## Resultados

### Sumario general
|                        |                                             |              |              |              |           |           |
| Partidos y coaliciones | Partidos y coaliciones                      | Voto popular | Voto popular | Voto popular | Regidores | Regidores |
| Partidos y coaliciones | Partidos y coaliciones                      | Votos        | %            | ±pp          | Total     | +/−       |
|                        | Lista Independiente N° 9 FRENATRACA         | 180,325      | 63.06        | n/a          | 11        | +11       |
|                        | Lista Independiente N° 13 de la Universidad | 94,475       | 33.04        | n/a          | 8         | +8        |
|                        | Acción Popular (AP)                         | 7,715        | 2.70         | –1.48        | 0         | ±0        |
|                        | Lista Independiente N° 5 FREDEMAX           | 3,430        | 1.20         | n/a          | 0         | ±0        |
|                        |                                             |              |              |              |           |           |
| Total                  | Total                                       | 285,945      |              |              | 19        | ±0        |
|                        |                                             |              |              |              |           |           |
| Votos válidos          | Votos válidos                               | 285,945      | 77.64        | –3.76        |           |           |
| Votos en blanco        | Votos en blanco                             | 21,358       | 5.80         | +2.80        |           |           |
| Votos nulos            | Votos nulos                                 | 60,993       | 16.56        | +0.96        |           |           |
| Votos emitidos         | Votos emitidos                              | 368,296      | 81.14        | +5.70        |           |           |
| Abstenciones           | Abstenciones                                | 85,617       | 18.86        | –5.70        |           |           |
| Votantes registrados   | Votantes registrados                        | 453,913      |              |              |           |           |
|                        |                                             |              |              |              |           |           |
| Fuente:                |                                             |              |              |              |           |           |

## Elecciones municipales distritales

### Resultados por distrito
La siguiente tabla enumera el control de los distritos de la provincia de Arequipa. El cambio de mando de una organización política se resalta del color de ese partido.
| Distrito                      | Alcalde(sa) titular                                            | Partido político                                               | Partido político                                               | Alcalde(sa) electo(a)          | Partido político | Partido político          |
| ----------------------------- | -------------------------------------------------------------- | -------------------------------------------------------------- | -------------------------------------------------------------- | ------------------------------ | ---------------- | ------------------------- |
| Alto Selva Alegre             | Creación del distrito (D. L. N° 25849, 6 de noviembre de 1992) | Creación del distrito (D. L. N° 25849, 6 de noviembre de 1992) | Creación del distrito (D. L. N° 25849, 6 de noviembre de 1992) | Lucio Candía Ramírez           |                  | Lista Independiente N° 9  |
| Cayma                         | Ulises Torres Montes Revilla                                   |                                                                | Hechos y No Palabras                                           | Ulises Torres Montes Revilla   |                  | Lista Independiente N° 7  |
| Cerro Colorado                | José Núñez Díaz                                                |                                                                | Acción Popular                                                 | Alejandro Carpio Valencia      |                  | Lista Independiente N° 9  |
| Characato                     | Factor Linares Bejarano                                        |                                                                | Frente de Unidad Vecinal                                       | Jesús Valdivia López           |                  | Lista Independiente N° 21 |
| Chiguata                      | Artidoro Ojeda Suclla                                          |                                                                | Izquierda Unida                                                | Irma Esperanza Prado de Ojeda  |                  | Lista Independiente N° 3  |
| Jacobo Hunter                 | Simón Balbuena Marroquín                                       |                                                                | Frente Nacional de Trabajadores                                | Simón Balbuena Marroquín       |                  | Lista Independiente N° 21 |
| José Luis Bustamante y Rivero | Creación del distrito (Ley N° 26455, 23 de mayo de 1995)       | Creación del distrito (Ley N° 26455, 23 de mayo de 1995)       | Creación del distrito (Ley N° 26455, 23 de mayo de 1995)       | Raúl Osorio Riveros            |                  | Lista Independiente N° 3  |
| La Joya                       | Julio Salas Paredes                                            |                                                                | Frente Nacional de Trabajadores                                | Pablo Paredes Cornejo          |                  | Lista Independiente N° 9  |
| Mariano Melgar                | Senén del Castilo Valdivia                                     |                                                                | Frente Nacional de Trabajadores                                | Senén del Castilo Valdivia     |                  | Lista Independiente N° 9  |
| Miraflores                    | Hipólito Valderrama Chávez                                     |                                                                | Frente de Unidad Vecinal                                       | Hipólito Valderrama Chávez     |                  | Lista Independiente N° 15 |
| Mollebaya                     | Miguel Ruiz Caro Cano                                          |                                                                | Acción Popular                                                 | Salvador Juárez Santana        |                  | Lista Independiente N° 9  |
| Paucarpata                    | Rolando Figueroa García                                        |                                                                | Frente de Unidad Vecinal                                       | Marcio Soto Rivera             |                  | Lista Independiente N° 25 |
| Pocsi                         | Julio Vilca Herrera                                            |                                                                | Frente Nacional de Trabajadores                                | Ynosencio Quispe Polanco       |                  | Lista Independiente N° 9  |
| Polobaya                      | Facundo Yauri Colque                                           |                                                                | Movimiento Independiente Arequipa                              | Luis Gonzales Adrián           |                  | Lista Independiente N° 27 |
| Quequeña                      | Saúl Arenas Málaga                                             |                                                                | Frente de Unidad Vecinal                                       | Reginaldo Torres Pinelo        |                  | Lista Independiente N° 9  |
| Sabandía                      | Gilberto Gallegos Pinto                                        |                                                                | Frente Nacional de Trabajadores                                | Humberto Delgado Díaz del Olmo |                  | Lista Independiente N° 9  |
| Sachaca                       | Alejandro Carpio Valencia                                      |                                                                | Frente Nacional de Trabajadores                                | Pedro Carpio Valencia          |                  | Lista Independiente N° 9  |
| San Juan de Siguas            | Alberto Díaz Fernández                                         |                                                                | Acción Popular                                                 | Alberto Díaz Fernández         |                  | Lista Independiente N° 25 |
| San Juan de Tarucani          | Benicio Quispe Quispe                                          |                                                                | Frente Nacional de Trabajadores                                | Agustín Quispe Choque          |                  | Lista Independiente N° 17 |
| Santa Isabel de Siguas        | Francisco Vera Pacheco                                         |                                                                | Frente Social Progresista                                      | José Hurtado Raa               |                  | Lista Independiente N° 9  |
| Santa Rita de Siguas          | Wilfredo Valencia Chirinos                                     |                                                                | Cambio 93                                                      | Rolando Carrasco Quintanilla   |                  | Lista Independiente N° 9  |
| Socabaya                      | Delia Rivera Carpio de Flores                                  |                                                                | Frente de Unidad Vecinal                                       | Delia Rivera Carpio de Flores  |                  | Lista Independiente N° 27 |
| Tiabaya                       | José Postigo Bejarano                                          |                                                                | Frente Nacional de Trabajadores                                | Percing Quilla Carcahusto      |                  | Lista Independiente N° 3  |
| Uchumayo                      | Vidal Pinto Ramos                                              |                                                                | Frente de Unidad Vecinal                                       | Vidal Pinto Ramos              |                  | Lista Independiente N° 15 |
| Vítor                         | Jorge Linares Ruiz                                             |                                                                | Movimiento Independiente Arequipa                              | Justo Medina Navarro           |                  | Lista Independiente N° 9  |
| Yanahuara                     | Oswaldo Cabrera Barberena                                      |                                                                | Frente Nacional de Trabajadores                                | Ernesto Alarcón Valencia       |                  | Lista Independiente N° 9  |
| Yarabamba                     | Raúl Málaga Lira                                               |                                                                | Tecnología Honradez y Trabajo                                  | Héctor Eusebio Linares         |                  | Lista Independiente N° 7  |
| Yura                          | Antonio Fuentes Peñarrieta                                     |                                                                | Tecnología Honradez y Trabajo                                  | Hugo Aguilar Acosta            |                  | Lista Independiente N° 9  |